# ダスキン労働組合
ダスキン労働組合（ダスキンろうどうくみあい、略称：ダスキン労組（ダスキンろうそ）、英語：Duskin Workers' Union、略称：DUSKIN UNION）は、日本の労働組合である。日本労働組合総連合会（連合）の構成組織であるUAゼンセンに加盟している。
株式会社ダスキンおよび関係会社18社（フランチャイズ加盟店は対象外）で働く従業員（通称：働きさん）を中心に、一部のパートタイム労働者も組合員として組織されている。ダスキン本社内に組合本部を設置し、全国7支部を組織している。中央執行委員16名（うち専従者4名）、支部執行委員54名、代議員135名。現在の中央執行委員長は三代目である。（2014年12月31日現在）
近年、改正労働契約法に先駆け、有期雇用者の無期転換制度（契約期間3年超で無期労働契約へ）を導入したことで労働界から注目された。その他、一般的な労働組合の機関紙は年4回程度（季刊）の発行が多いと言われている中、当労組の組合員情報誌『Dear』は、毎月発行されており、UAゼンセン第1回機関紙・誌コンクールにおいても入選を果たしている。

## 成立
「ノーと言えない」会社の経営体質を疑問視した立ち上げメンバー20名（当時）が設立機会を模索し、会社にバレないように水面下で地道なオルグ活動を行った。賛同者が伸び悩む中、1999年（平成11年）6月5日に結成大会を開催し、その後はゼンセン同盟（当時）の全面的な支援を受けながら全国オルグを展開した。当初は会社より執拗な不当労働行為を受け、労働委員会に救済を申し立てた苦い過去がある。その後、長らく運営されてきた社員共済会（クローバ会）は発展的に解散した。会社の歴史と比較して、労働組合の歴史が意外と浅いのはこれらの理由による。
やがて、国内で認可されていない食品添加物（TBHQ）を使用した「ミスタードーナツ肉まん事件」が発覚し、先行きが不透明な中、元日本弁護士連合会会長の中坊公平を顧問に招聘し、労働組合主導で再生委員会を立ち上げた。そして、当該事件に関与した旧経営陣を一掃し、真摯な話合いを基調とした健全な労使関係を構築した経緯がある。現在も定期的に労使協議会が開催されるなど、労使協調路線を踏襲している。

## 沿革
結成大会～創生期まで
- 1999年6月5日 - 労働組合結成大会（賛同者は421名のみ）
- 1999年6月21日 - 会社へ結成通知および団体交渉の申し入れ
- 1999年6月24日 - 旧労働省にて記者会見　翌日には新聞各社が報道（日本経済新聞、朝日新聞、読売新聞）
- 1999年8月5日 - 大阪府地方労働委員会（当時）へ不当労働行為救済の申立　平成11年（不）第70号ダスキン事件
- 1999年8月6日 - 第1回団体交渉（決裂）
- 1999年9月24日 - 会社より和解の意向が示される
- 1999年10月4日 - 不当労働行為救済申立を取り下げ
- 1999年11月16日 - 暫定労働協約およびユニオン・ショップ協定を締結
- 1999年12月31日 - クローバ会（当時の社員共済会）を発展的解散
- 2002年5月10日 - ミスタードーナツ肉まん事件発覚
- 2002年7月8日 - 中坊公平を労働組合の顧問として招聘
- 2002年7月16日 - 第1回再生委員会（以降、第9回まで開催）
- 2002年11月23日 - 臨時株主総会（取締役全員が退任、経営刷新）